# Eliphalet Remington
Eliphalet Remington, ameriški izdelovalec orožja, izumitelj in podjetnik, * 28. oktober 1793, Suffield, Connecticut,  ZDA, † 12. avgust 1861.
Eliphalet se je rodil staršem angleškega porekla in po osnovnem šolanju postal kovač. Že v mladosti je pokazal veliko zanimanje za orožje, kar je kasneje zaznamovalo njegovo življenjsko pot. Pri 23 letih je naredil svojo prvo puško, ki jo je sestavil iz kupljenega sprožilnega mehanizma in cevi, ki jo je skoval sam. Do takrat je delal v domači kovačiji, ki sta jo ustanovila skupaj z očetom in, v kateri sta kovala poljedelsko orodje. 
Zaradi velikega zanimanja za njegovo puško se je Eliphalet odločil, da jo bo začel serijsko izdelovati. Sprva je puško izdeloval v očetovi delavnici, po očetovi smrti, leta 1828, pa je prevzel kovačijo in iz nje ustanovil podjetje E. Remington and Sons. Sprva je v podjetju izdeloval le puške, kasneje pa je začel izdelovati tudi kratkocevno orožje. Zaradi ameriško-mehiške vojne je v ZDA naraslo povpraševanje po orožju, zaradi česar je Remington dobil pogodbo za dobavo ročnega strelnega orožja. V podjetju so se zaposlili tudi vsi trije njegovi sinovi. 
Leta 1856 je podjetje spet začelo proizvajati kmetijsko orodje, vendar je izbruh ameriške državljanske vojne ustavil tovrstno dejavnost, saj je država spet potrebovala večje količine orožja. Med vojno je podjetje prevzel Eliphaletov najstarejši sin, Philo Remington. Pod njim je se je podjetje še razširilo in začelo proizvajati tudi šivalne stroje, tipkalne stroje in druge naprave.